# Romeo i Julia (film 1955)
Romeo i Julia (ros. Ромео и Джульетта) – radziecki balet filmowy z 1955 roku w reżyserii Leo Arnsztama.

## Obsada
- Galina Ułanowa jako Julia
- Jurij Żdanow jako Romeo
- Aleksiej Jermołajew jako Tybalt
- Siergiej Koreń jako Merkucjo